# Conus vespertinus
Conus vespertinus é uma espécie de gastrópode do gênero Conus, pertencente à família Conidae.